# Oresbius sibiricus
Oresbius sibiricus är en stekelart som först beskrevs av Per Abraham Roman 1909.  Oresbius sibiricus ingår i släktet Oresbius och familjen brokparasitsteklar. Inga underarter finns listade i Catalogue of Life.